# Wolfgang Pollak
Wolfgang Pollak (* 28. November 1915 in Mürzzuschlag, Steiermark; † 9. Jänner 1995 in Wien) war ein österreichischer Sprachwissenschaftler und Hochschullehrer. 1963 wurde er ordentlicher Professor für Romanische Philologie.

## Leben
Pollak studierte Romanistik und Germanistik an der Universität Wien. Während der Zeit des Nationalsozialismus wurde ihm als Sohn eines jüdischen Vaters (Adolf Pollak, einem Bruder von Joseph Delmont) die Ablegung der Lehramtsprüfung aus rassistischen Gründen verweigert, nach seiner Entlassung als Halbjude aus der Wehrmacht wurde ihm aufgrund eines eigenen Gesuchs 1942 die Promotion zum Dr. phil. bei Dietrich Kralik erlaubt. Er schloss sein Studium 1946 mit der Lehramtsprüfung ab. Es erfolgte zudem ein Doktorat in Germanistik und Romanistik.
Im Schuljahr 1947/1948 unterrichtete er am Akademischen Gymnasium in Wien Deutsch und Französisch. Er arbeitete auch als Lektor für die Universitäten von Lille und Besançon. 1958 erfolgte die Habilitation bei Johann Sofer für Romanische Philologie (linguistische Richtung) an der Universität Wien. Als Dozent leitete er dort in Folge Proseminare, und 1961 einen wissenschaftlichen Ausbildungslehrgang an der Universität Bukarest. Von 1963 bis 1970 war er ordentlicher Professor für Romanistik an der Johann Wolfgang Goethe-Universität Frankfurt am Main und von 1970 bis zu seiner Emeritierung 1985 übernahm er einen Lehrstuhl für Romanistik an der Universität Wien.
Pollak war zeitweise Obmann der Sektion Hochschullehrer im Bund Sozialdemokratischer Akademiker (BSA). Von 1970 bis 1973 war er Vorsitzender des Verbands der Österreichischen Neuphilologen. Von 1987 bis 1995 war er Präsident der Österreichischen Gesellschaft für Semiotik (ÖGS).
Am 19. Jänner 1995 wurde er am Hernalser Friedhof begraben. Seine Frau Mag. Michèle Pollak, die ihn immer wieder unterstützte – sowohl als kompetente Linguistin, als auch als französische Muttersprachlerin – lehrte selbst am Institut für Romanistik und ging 2008 in den Ruhestand.

## Veröffentlichungen
- Germanisch-romanische Sprachbeziehungen auf dem Gebiet des Staates, des Rechts und der Politik. 1955.
- Die deutsche Sprache im Spiegel der französischen. 1955.
- Fallstricke des französischen und deutschen Wortschatzes = Pièges des vocabulaires allemandes et français. Gerold, Wien 1956.
- Sprache und Schrift. Ihr Grundsätzliches Verhältnis zueinander. In: Erziehung und Unterricht. Österreichischer Bundesverlag, 1956, S. 400.
- Studien zum „Verbalaspekt“ im Französischen. Rudolf M. Rohrer, Wien 1960.
- Bedingungen der Möglichkeit einer sozialistischen Schulreform. Sonderdruck aus: Freie Lehrerstimme. 78. Jahrgang, 1972, Nr. 4.
- Strategien zur Emanzipation. Bildungspolitik, Didaktik und Soziolinguistik (= Pädagogik der Gegenwart. Band 10). Jugend und Volk, Wien 1973, ISBN 3-8113-5337-3-
- Die Rolle des Dialekts in Bildung und Kultur. In: Dia-lect. 1. Jahrgang, 1977, Nr. 2.
- mit Derek Rutter: German Identity — Forty Years after Zero. Liberal Verlag, St. Augustin 1986.
- mit Michèle Pollak: Studien zum Verbalaspekt mit besonderer Berücksichtigung des Französischen. Lang, Bern 1988, ISBN 3-261-03780-6.
- Was halten Österreicher von ihrem Deutsch? Eine sprachpolitische und soziosemiotische Analyse der sprachlichen Identität der Österreicher. ÖGS/ISSS (Institut für Sozio-Semiotische Studien), Wien 1992, ISBN 3-900494-16-9.
- Österreich und Europa: Sprachkulturelle und nationale Identität., ÖGS / ISSS, Wien 1994, ISBN 3-900494-19-3.
- Zur sprachlichen Identität der Österreicher. In: [Jeff Bernard], Gloria Withalm (Hrsg.): Identität – Identity – Identité. Akten des 7. Symposiums der Österreichischen Gesellschaft für Semiotik, Sigharting 1990. Wolfgang Pollak (1915–1995) gewidmet (= Angewandte Semiotik. Band 13). Österreichische Gesellschaft für Semiotik, Wien 1998, ISBN 3-900494-15-0.
- mit Wolfgang Bandhauer und Robert Tanzmeister: Linguistische Blockseminare für Romanistinnen und Romanisten. Ein Beitrag zur Innovation der Hochschuldidaktik in Österreich. Facultas Digitaldruck, Wien 2008.